# Palatul Garzoni

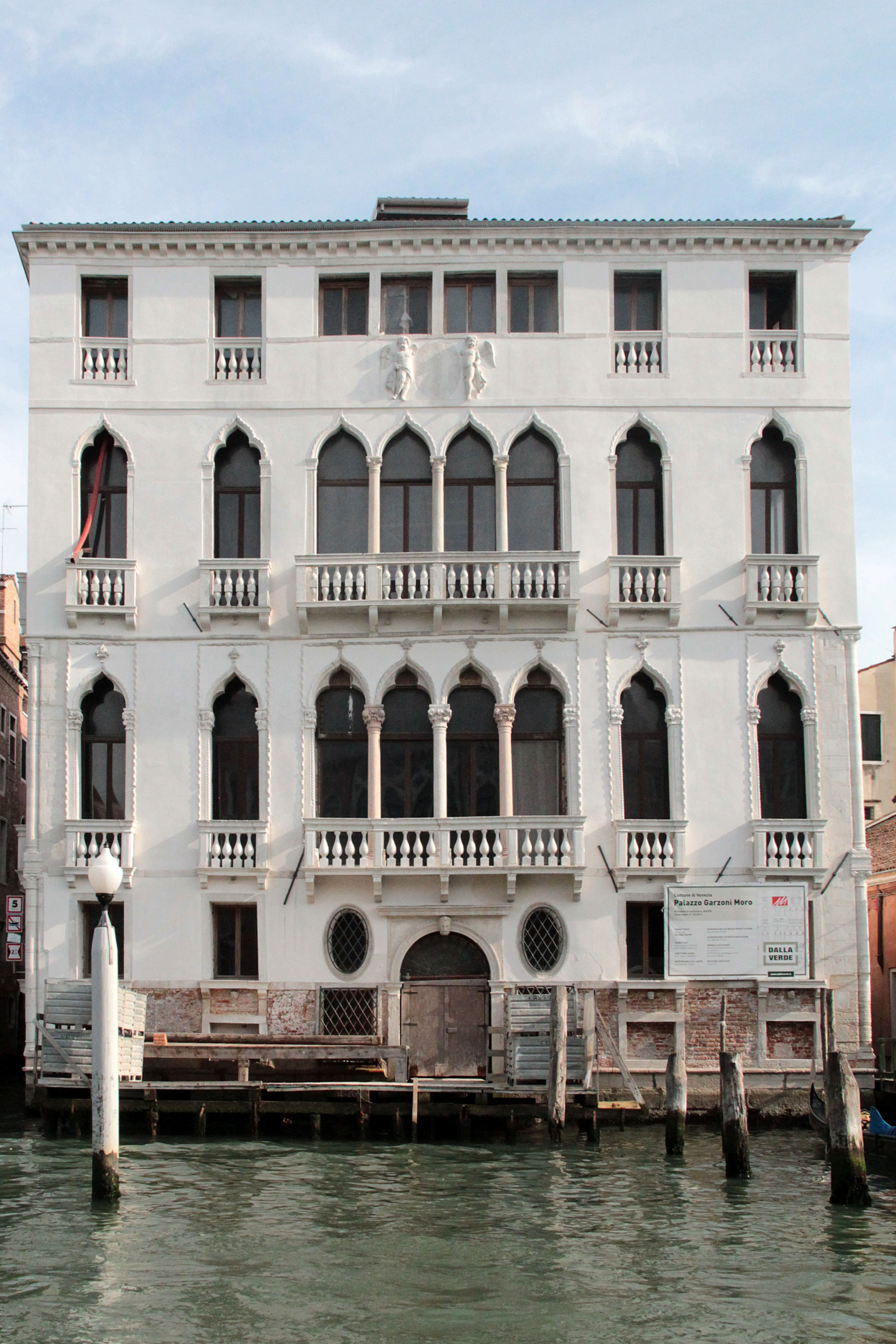
Palazzo Garzoni, un palat gotic din secolul al XV-lea (restaurat și reproiectat de mai multe ori) construit pe malul stâng al Marelui Canal din Veneția

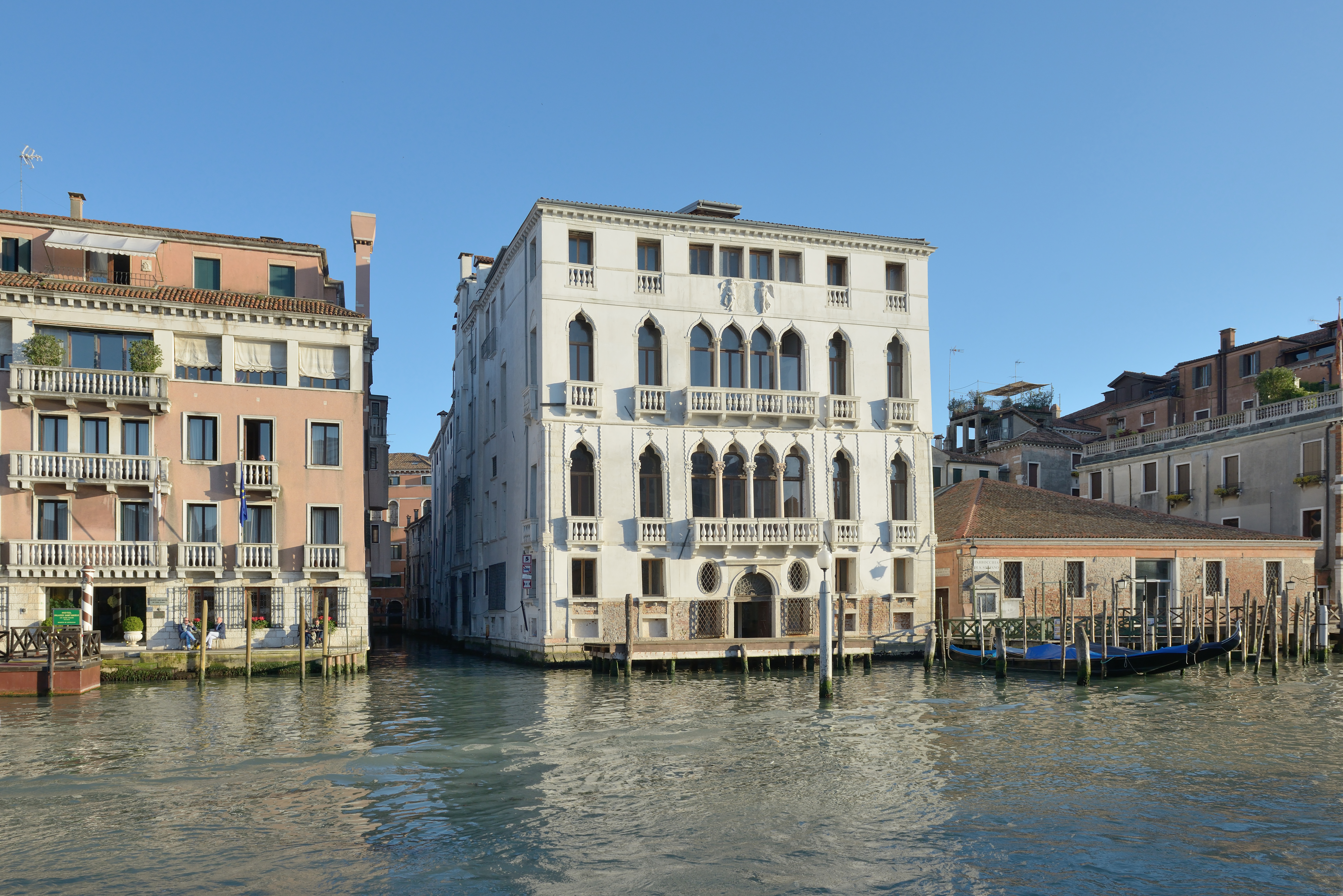
Palazzo Garzoni

Palatul Garzoni este un palat din Veneția, situat în sestiere San Marco, cu vedere la partea stângă a Canal Grande, între Rio di Ca' Garzoni și Fondaco Marcello, în fața Palatului Pisani Moretta.

## Istoric
Familia Garzoni, originară din Bologna, a ajuns în Veneția la sfârșitul secolului al XIII-lea și un secol mai târziu a intrat în rândul nobilimii venețiene; a fost înscrisă în Marele Consiliu în 1381. În secolul al XVII-lea a dobândit dreptul de proprietate asupra acestei clădiri, care de atunci îi poartă numele. În prezent, clădirea este proprietatea Universității Ca' Foscari, care a stabilit aici Facultatea de Litere.

## Arhitectură
Este un palat gotic din secolul al XV-lea, care în timp a suferit mai multe schimbări profunde ale aspectului inițial. La parter se deschide un portal către apă cu un arc rotund cu protome în cheia de boltă. Dezvoltarea clădirii pe verticală continuă cu două etaje principale foarte asemănătoare între ele, având în centru câte o deschidere cuadriforă ogivală centrală și două perechi de ferestre monofore laterale, toate închise de balcoane. Mezaninul din pod încheie regularitatea fațadei, în centrul căreia este încă vizibil o pereche de heruvimi care țin un scut gol în cazul în care pe vremuri se afla stema familiei.